# Aeroportul Shijiazhuang Zhengding
Aeroportul Shijiazhuang Zhengding (IATA: SJW, ICAO: ZBSJ) este un aeroport din Hebei, Republica Populară Chineză ce deservește zona Shijiazhuang⁠(d). Aeroportul a fost tranzitat în 2023 de 9.863.183 de pasageri. A fost numit după zona deservită.
Situat la o altitudine de 71 m, aeroportul dispune de 1 pistă.

## Infrastructură

### Piste
Aeroportul dispune de o singură pistă. Pista 15/33 are suprafața de beton și dimensiunile 3.400 m × 45 m. 